# Vinterbaggar
Vinterbaggar (Phloiophilidae) är en familj i ordningen skalbaggar med ett släkte, Phloiophilus, och en art, Phloiophilus edwardsii, som främst återfinns i Mellaneuropa.

## Kännetecken
Vinterbaggen Phloiophilus edwardsii är en brunaktig skalbagge som blir upp till 3 millimeter lång. Kroppsformen är sedd ovanifrån avlångt oval. Halsskölden är bredast mot den bakre kanten och som bredast lika bred eller nästan lika bred som täckvingarna. Huvudet är kort och brett med små utstående fasettögon. Antennerna har elva leder. De tre yttersta lederna bildar en klubblik spets. Benen är slanka med femledade tarser. Täckvingarna är brungula med svarta teckningar. På ovansidan har de tydliga hår.

## Utbredning
Phloiophilus edwardsii förekommer i Europa. Främst återfinns den i Mellaneuropa. De nordligaste fynden av arten är från Danmark, Skåne och Öland. Den anses vara sällsynt överallt där den förekommer. I Sverige har bara ett fåtal fynd bekräftats och som status i rödlistan anges kunskapsbrist.

## Levnadssätt
Vinterbaggen Phloiophilus edwardsii lever som larv i död ved. I Mellaneuropa kan larvutvecklingen ske i både lövträd och barrträd. De allra flesta fynd av skalbaggen har gjort under vinterhalvåret.